# Лора (филм)
Лора (енгл. Laura) је амерички филм ноар из 1944. године, режисера и продуцента Ота Премингера. У главним улогама су Џин Тирни, Дејна Ендруз, Клифтон Веб, Винсент Прајс и Џудит Андерсон. Филм је базиран на истоименом роману из 1943. који је написала Вера Каспари, а филмски сценарио су написали Џеј Дрејтлер, Самјуел Хофенштајн и Елизабет Рајнхарт.
Конгресна библиотека је 1999. године одабрала филм за чување у Националном регистру филмова Сједињених Држава због „културног, историјског или естетског значаја”. Амерички филмски институт га је уврстио међу 10 најбољих филмских мистерија, а филм се такође налази и у серији „Сјајних филмова” Роџера Иберта.

## Радња
Детектив полицијске управе Њујорка, Марк Мекферсон, истражује убиство изузетно успешне рекламне директорке Лоре Хант, убијене пуцњавом у лице испред врата њеног стана.
Прво интервјуише харизматичног новинског колумнисту Валда Лајдекера, моћног, ефектног кицоша, који прича како је упознао Лору и постао њен ментор. Постала му је платонски пријатељ и сталан пратилац, а он је искористио своју знатну славу, утицај и везе да би она напредовала у својој каријери.
Мекферсон такође испитује Лориног вереника плејбоја, Шелбија Карпентера, сапутника њене богате тетке и чланице високог друштва, Ен Тридвел. Тридвелова је толерантна према заљубљености њене нећакиње према Карпентеру, очигледно због њеног практичног прихватања Карпентерове потребе за наклоношћу жене ближе његовим годинама. Све то време Тридвелова наставља са Карпентером и даје му новац.
Детектив Мекферсон на крају испитује Лорину одану кућну помоћницу Беси Клари.
Сведочењем Лориних пријатеља и читањем њених писама и дневника, Мекферсон постаје опседнут њом − толико да га Лајдекер на крају оптужује да се заљубио у мртву жену. Такође сазнаје да је Лајдекер био љубоморан на Лорине просце, користећи своју новинску колумну и утицај да их одврати.
Једне ноћи, детектив заспи у Лорином стану испред њеног портрета. Пробуди га жена која улази у стан и шокиран је сазнањем да је то Лора. У њеном ормару проналази хаљину која је припадала једном од њених модела, Дајане Редферн. Мекферсон закључује да је тело за које се претпостављало да је Лора заправо била Редфернова, коју је Карпентер довео тамо док је Лора била одсутна на селу. Сада раскринкавање убице постаје још хитније.
На забави у част Лориног повратка, Мекферсон хапси Лору због убиства Дајане Редферн. Након испитивања, уверен је да је невина и да не воли Шелбија. Одлази да претражује Лајдекеров стан, где постаје сумњичав према сату који је идентичан оном у Лорином стану. При ближем испитивању открио је да има тајни претинац.
Мекферсон се враћа у Лорин стан. Лајдекер је тамо и примећује све већу везу између Лоре и детектива. Лајдекер вређа Мекферсона па га Лора избацује, али он застаје на степеништу. Мекферсон прегледава Лорин сат и проналази пушку којом је убијена Дајана. Лора се суочава са истином: Лајдекер је убица.
Мекферсон закључава Лору у њен стан, упозоравајући је да никога не прима. Након што оде, Лајдекер излази из друге собе и покушава да убије Лору, говорећи да ако он не може да је има, нико то не може. Убија га Мекферсонов наредник, који је детективу рекао да Лајдекер никада није напустио зграду, због чега су се Мекферсон и још двојица полицајаца вратили у стан. Последње Лајдекерове речи су: „Збогом, Лора. Збогом, љубави моја.”

## Улоге
| Глумац         | Улога           |
| -------------- | --------------- |
| Џин Тирни      | Лора Хант       |
| Дејна Ендруз   | Марк Мекферсон  |
| Клифтон Веб    | Валдо Лајдекер  |
| Винсент Прајс  | Шелби Карпентер |
| Џудит Андерсон | Ен Тридвел      |
| Дороти Адамс   | Беси Клари      |